# Пиромания
Пирома́ния (от др.-греч. πῦρ — огонь, пламя + μανία — страсть, безумие, влечение) — расстройство импульсивного поведения, выражающееся в неодолимом болезненном влечении к поджогам, а также в сильной увлечённости наблюдением за огнём.
Определение пиромании как патологического стремления к разведению огня появилось ещё в 1824 году. Однако и сегодня этот синдром до конца не изучен. Случаи пиромании являются объектом исследования и психиатрии, и юриспруденции.
Пациенты, наблюдая за пожаром, проявляют любопытство, испытывают радость, удовлетворение или облегчение. Пожар никогда не осуществляется ими ради материальной выгоды, для сокрытия преступлений, как выражение общественно-политического протеста. В некоторых случаях может быть следствием пиролагнии — сексуального возбуждения при созерцании пламени.
В США ежегодно арестовывают за поджоги более ста пожарных. В США и некоторых других странах[каких?] пиромания в среде пожарных — распространённое явление.